# عبد الله علي اليحيا
عبد الله علي اليحيا (1966-) هو سياسي ودبلوماسي كويتي، يشغل منصب وزير الخارجية منذ 17 يناير 2024.

## عن حياته
ولد عبد الله علي عبد الله اليحيا في الكويت عام 1966، ودرس في مدارسها حتى تخرج من الثانوية، ثم التحق بجامعة أوريغن الغربية بالولايات المتحدة ليحصل على شهادة البكالوريوس في إدارة الأعمال، وبعد تخرجه التحق بالعمل في وزارة الخارجية عام 1995 وعمل ملحقًا دبلوماسيًا في بعثة دولة الكويت لدى جمهورية ألمانيا الاتحادية عام 1995، كما شغل منصب أمين سر مجلس إدارة معهد سعود الناصر الدبلوماسي الكويتي حتى عام 2018 وعين في العام نفسه سفيرًا لدولة الكويت لدى الأرجنتين، كما عين سفيرًا غير مقيم لدى باراغواي في 2019 وسفيرًا محالًا لدى الأورغواي الشرقية في العام نفسه، ثم نُقل مساعدًا لوزير الخارجية للشؤون الإدارية والمالية.
وفي 17 يناير 2024 صدر مرسومٌ أميري بتشكيل الحكومة فعُين وزيراً للخارجية، ويعد أول وزير خارجية يُعين من خارج الأسرة الحاكمة في دولة الكويت.